# Wardia
Wardia, monotipski rod mahovnjača nekada smješten u vlastitu porodicu Wardiaceae, danas u Dicranaceae, dio reda Dicranales. Jedina vrsta je W. hygrometrica, vodena mahovina ograničena kao južnoafrički endem na provinciju Western Cape .
Raste po stijenama u potocima. Stabljike su dugačke 15-80 mm